# Ушанка
Ушанката е вид зимна мека шапка с наушници, направена от кожа с козина. Най-често ушанката се прави от козината на заек, домашна овца, лисица или бобър. Именно от наличието на „уши“ идва наименованието ѝ. Ушите са подвижни, при студено време се спускат надолу и покриват ушите, а при по-топло време могат да се вдигат и завързват отгоре. Предпазват от студ и вятър.
Това е типично руска шапка, разпространена по цяла Русия. От 1940 година става неизменна част и от зимната униформа на армията и милицията в СССР. Подобни на нея разновидности се срещат и в други държави - бившите републики на тогавашния Съветски съюз, страни от Източна Европа, Китай, Монголия и Северна Корея. Най-вероятно ушанката произлиза от шапките на монголските племена, които през 13 век превземат голяма част от Азия, включително Русия. През зимата може да се види и в САЩ (например в Чикаго и Илинойс). В Канада също е разпространена, дори и там е част от облеклото на някои въоръжени сили.